# Dibenzo(a,c)anthracen
Dibenzo[a,c]anthracen ist eine chemische Verbindung aus der Gruppe polycyclischen aromatischen Kohlenwasserstoffe (PAK).

## Vorkommen
Dibenzo[a,c]anthracen kommt als Produkt der unvollständigen Verbrennung von organischen Stoffen (z. B. Zigaretten- und Marihuanarauch, Abgase von Benzinmotoren und Industrieemissionen wie Kraftstoffverbrennung, Koksöfen und Kohlenteerdestillation) vor und entsteht auch beim Kochen bei hohen Temperaturen (z. B. beim Grillen, Braten, Rösten, Backen, Frittieren).

## Gewinnung und Darstellung
Es sind mehrere Syntheseverfahren bekannt. Die effizienteste Synthese ist die Reaktion zwischen Phthalsäureanhydrid und 9-Phenanthrylmagnesiumbromid, um die Ketosäure zu erhalten, gefolgt von einer reduktiven Cyclisierung dieser Säure mit Iodwasserstoff in Essigsäure. Eine andere relativ einfache Methode ist die Haworth-Synthese von Triphenylen mit Bernsteinsäureanhydrid und Aluminiumchlorid, bei der eine Ketosäure entsteht, die nach Reduktion und säurekatalysierter Cyclodehydratisierung das Keton ergibt. Die Reduktion und Dehydrierung des Ketons mit Selen liefert 1,2:3,4-Dibenzanthracen.

## Eigenschaften
Dibenzo[a,c]anthracen ist ein gelblicher geruchloser Feststoff. Er kristallisiert in einer monoklinen Kristallstruktur mit der Raumgruppe P21 (Raumgruppen-Nr. 4) mit zwei unabhängigen Molekülen in der asymmetrischen Einheitszelle. Die Kristallpackung weist eine Struktur vom γ-Typ auf, wobei die Moleküle in Richtung der b-Achse gestapelt sind.

## Regulierung
Über den Safe Drinking Water and Toxic Enforcement Act of 1986 besteht in Kalifornien seit dem 26. Dezember 2014 eine Kennzeichnungspflicht für Produkte, die Dibenzo[a,c]anthracen enthalten.